# Siemidarżno (przystanek kolejowy)
Siemidarżno – zlikwidowany przystanek gryfickiej kolei wąskotorowej w Siemidarżnie, w województwie zachodniopomorskim, w Polsce. Przystanek został zamknięty w 1991 roku.